# Глазовський
Гла́зовський (рос. Глазовский) — починок у складі Юкаменського району Удмуртії, Росія.
Населення — 16 осіб (2010; 26 в 2002).
Національний склад (2002):
- удмурти — 100 %